# 7040 Harwood
7040 Harwood è un asteroide della fascia principale. Scoperto nel 1960, presenta un'orbita caratterizzata da un semiasse maggiore pari a 2,2345108 au e da un'eccentricità di 0,1311379, inclinata di 6,74598° rispetto all'eclittica.
L'asteroide è dedicato all'astronoma statunitense Margaret Harwood.